# Begraafplaats van Neerwaasten
De Begraafplaats van Neerwaasten is een gemeentelijke begraafplaats in het Belgische dorp Neerwaasten. De begraafplaats ligt dicht bij de Leie, langs de Priorijweg, op 660 m ten zuiden van het dorpscentrum (Sint-Martinuskerk). Ze heeft een ovale vorm en is door een haag en bomen omsloten. De toegang bestaat uit een dubbel metalen hek en rechts ervan staat een Mariakapelletje op een natuurstenen sokkel.

## Britse oorlogsgraven
In het zuidoostelijk deel van de begraafplaats ligt een Brits militair perk met 53 gesneuvelden (waaronder 6 niet geïdentificeerde) uit de Tweede Wereldoorlog. Het perk heeft een rechthoekige vorm met aan de noordelijke zijde het Cross of Sacrifice.
Alle slachtoffers zijn Britten die sneuvelden bij de gevechten aan de Leie om het oprukkende Duitse leger op te houden en zo de aftocht van het gros van het Britse expeditieleger naar Duinkerke te dekken. Zij sneuvelden tussen 18 mei en 1 juni 1940.
Hun graven worden onderhouden door de Commonwealth War Graves Commission en zijn daar geregistreerd onder Bas-Warneton (Neerwaasten) Communal Cemetery.